# Phare d'Æðarsteinn
Le phare d'Æðarsteinn (en islandais : Æðarsteinsviti) est un phare situé à Djúpivogur dans la région d'Austurland.